# Programme minimaliste
 (avril 2015).
Le programme minimaliste est la forme prise par la recherche scientifique en grammaire générative depuis le milieu des années 1990 et la publication par le linguiste américain Noam Chomsky de son livre The Minimalist Program. Ce programme de recherche est conduit par des linguistes, des psychologues et des neurolinguistes.

## Contexte
Pour en comprendre la portée et élucider la raison d'être de son émergence, il faut retracer l'histoire et les inflexions de ce programme de recherche. Apparue dans les années 1950 avec les premiers travaux de Noam Chomsky la grammaire générative marque un changement de perspective majeur en linguistique ; elle a suscité des dizaines de milliers d'ouvrages dans les trois domaines centraux de la linguistique contemporaine, la syntaxe, la phonologie et la sémantique portant sur de nombreuses langues typologiquement très variées et a inspiré les travaux de nombreux psychologues, neurologues, chercheurs en pathologie du langage et de travaux dans le domaine de la philosophie de l'esprit. Avec la grammaire générative on passe de l'étude des langues comme entités sociales à celle d'une réalité psychologique individuelle, la langue interne (LI) personnelle, et on circonscrit un nouveau champ interdisciplinaire, défini par quatre questions :
1. Comment caractériser le savoir linguistique des locuteurs, leur L(angue) I(nterne)?
2. Comment LI se développe-t-elle chez les locuteurs ?
3. Comment LI est-elle mise en œuvre dans la pratique des locuteurs, leur performance ?
4. Quels sont les mécanismes physiques et neurobiologiques sur lesquels reposent LI et sa mise en œuvre ?

Dans ce cadre, si la linguistique stricto sensu a pour tâche de répondre à (1), ses résultats sont ceux d'une branche de la psychologie puisque son objet, le savoir linguistique d'individus particuliers, est une réalité psychologique. Répondre à (1) c'est construire des modèles formellement précis – des grammaires génératives – d'états de l'esprit/cerveau de locuteurs particuliers, capables d'informer neurobiologistes et psychologues dans leurs tâches d'investigation des questions (3) et (4). Les propriétés générales de ces grammaires – ou grammaire universelle (GU) – nous renseignent aussi sur la question (2), celle de l'acquisition, puisqu'elles sont nécessairement acquises avec chaque langue interne. Elles nous renseignent sur l'apprentissage : en effet si certaines d'entre elles ne peuvent pas faire l'objet d'un réel apprentissage on sera en droit de les imputer à la faculté de langage de l'espèce humaine dont chaque langue particulière est une manifestation.
En grammaire générative, la recherche sur le langage est donc une des branches essentielles des sciences cognitives qui se développent depuis les années 1950. Ses outils conceptuels et formels ont évidemment beaucoup évolué pendant cette période. Mais son but, fournir une réponse motivée et réfutable aux questions (1) et (2) ci-dessus n'a pas changé : à travers l'étude de langues (internes) particulières, il s'est toujours agi de développer un modèle – un ensemble de règles et de principes permettant d'énumérer mécaniquement les énoncés et leurs structures – des langues internes des différents locuteurs et de caractériser la faculté de langage qui les rend possible. La faculté de langage des humains est évidemment suffisamment souple pour autoriser la langue interne de Paul, de Jim ou de Mamuro, mais elle est aussi contraignante puisque leurs langues, si différentes en apparence, sont toutes acquises de façon « naturelle », dans un temps semblable et sans nécessiter répétitions, corrections, exercices de mémorisation explicites, contrairement à ce qu'exige l'apprentissage de la biologie, de la physique ou de la chimie.

## Modèle standard
Pour le modèle standard de la grammaire générative (Chomsky 1965) — le cadre conceptuel et technique des travaux publiés dans les années 1950 et 1960 —, les propriétés imputées à la faculté de langage dans les (fragments de) grammaires proposées étaient réduites à 5 et 6 :
(5) Un ensemble d'universaux comprenant la liste des traits phonologiques distinctifs et des catégories syntaxiques majeures (Nom, Verbe, etc.).
(6a) La caractérisation formelle des différents types de règles linguistiques possibles, parmi lesquelles les règles de réécritures, les transformations, les règles d'insertion lexicale, les règles phonologiques etc.
(6b) La spécification de leur mode d'application.
L'ensemble (6) constituait ce qu'on nommait les « universaux formels ». (6a) était constitué des règles de réécriture et des transformations. Les premières avaient le format général (7),
(7) X Þ Y où est X différent de Y et non nul.
et engendraient mécaniquement par le biais d'un algorithme simple les structures syntaxiques sous-jacentes aux différentes constructions. Les transformations engendraient les structures superficielles des énoncés et utilisaient un riche appareil descriptif qui rendait formulable une grande variété de règles particulières, parmi lesquelles les versions formellement précises des règles de la grammaire traditionnelle comme le passif – « Pierre a été tué » –, l'inversion sujet-verbe – « le jour où est venu Jean » –, les questions – « Qui as-tu vu ? » – et beaucoup d'autres. (6b) énonçait par exemple que les transformations s'appliquaient de façon ordonnée et cyclique dans les dérivations qui énuméraient mécaniquement les diverses constructions et leurs structures à partir des structures sous-jacentes produites par les règles de réécriture de type (7).
Dans ce premier modèle, la grammaire universelle reste donc peu étoffée : à part la forme de leurs règles, aucune contrainte n'est imposée aux différentes langues internes particulières réputées pouvoir varier extensivement. Les résultats obtenus dans ce cadre ont été considérables : la précision inégalée jusqu'alors des instruments formels du modèle a aussitôt mis à jour des propriétés inconnues des langues étudiées et a permis l'expression de généralisations descriptives insoupçonnées. Mais ce modèle dessinait aussi une approche de l'acquisition de la langue maternelle comme réplique inconsciente du travail du linguiste : formulation d'une première grammaire G1 sur la base d'un premier ensemble de faits, élaboration d'une seconde grammaire G2 par exposition à de nouveaux faits et corrections de l'entourage linguistique jusqu'à la mise en place de Gn, l'état stable final de la langue interne de l'adulte. Or cette conception de l'acquisition des langues est peu plausible. En effet, si elle avait cette forme, de grandes disparités dans le résultat final devraient résulter de la richesse du milieu linguistique des enfants, de l'importance et de la fréquence des corrections auxquels ils sont soumis ou des disparités individuelles dans la capacité à émettre plus ou moins vite les bonnes hypothèses. Mais la langue maternelle se développe chez tous les enfants de façon très uniforme quelle que soit la langue, et les corrections du milieu semblent n'y jouer qu'un très faible rôle : l'acquisition d'une langue première s'apparente plus à la croissance d'un organe physique qu'au long et difficile processus qui conduit à la maîtrise d'une discipline scientifique chez lycéens ou étudiants. Ces propriétés de l'acquisition exigent un enrichissement des propriétés du modèle imputées à la faculté de langage GU. En effet, si celle-ci est plus riche, le jeu qu'elle autorise s'amenuise, ce qui permet a priori une meilleure simulation de la croissance des langues chez les locuteurs.

## Modèle standard étendu
Le modèle standard étendu de la grammaire générative (Chomsky, (1975), (1977)) est la synthèse des travaux conduits dans cette perspective. Ce modèle dérive les effets des contraintes sur les transformations de principes généraux plus abstraits – cyclicité, sous-jacence, etc. –, encore incorporés aujourd'hui au modèle minimaliste. Il impute explicitement ces principes à la faculté de langage dont relèvent donc de multiples aspects du fonctionnement linguistique de chaque langue. Corrélativement les instruments descriptifs spécifiques mis à la disposition des langues particulières sont réduits. Il devient techniquement impossible par exemple de formuler des transformations individuelles spécifiques de ce que la grammaire traditionnelle appelle « constructions » (passives, interrogatives, relatives, causatives, etc.) ou d'ordonner arbitrairement les opérations les unes par rapport aux autres. Ainsi, dans le modèle standard étendu, la faculté de langage est caractérisée de façon plus riche et impose des choix contraignants au linguiste, un résultat souhaitable. De plus, ce modèle aide à comprendre pourquoi les enfants acquièrent leur langue sans efforts : la faculté de langage ne leur laisse que peu de choix ; l'apprentissage de leur langue n'est pas quelque chose qu'ils font mais qui leur arrive.
Les indéniables succès descriptifs du modèle ont provoqué à partir de la fin des années 1970 une véritable explosion des travaux comparatifs portant sur l'ensemble des langues du monde. Ces travaux ont sans aucun doute possible confirmé la thèse selon laquelle la faculté de langage contraint jusque dans le détail le fonctionnement des langues spécifiques. Ils ont aussi mis à jour une extrême variabilité de surface entre langues, même très proches. Les langues sont à la fois semblables et dissemblables, uniformes et labiles. Ce résultat est paradoxal : si le lien entre la faculté de langage et, disons, le français est si direct, comment se fait-il que la faculté de langage autorise aussi des langues (internes) aussi dissemblables que le chinois, le finnois ou le gallois ? Un des buts fondamentaux de la recherche est de résoudre ce paradoxe, par l'analyse comparée détaillée de règles ou constructions en apparence spécifiques.

## Modèle des principes et paramètres
Les recherches menées dans le cadre du modèle des principes et des paramètres (Chomsky (1981)) ont fourni un cadre pour résoudre le problème. Par l'étude minutieuse de certaines propriétés différentielles des langues, elles ont considérablement raffiné les contraintes du modèle standard étendu et mis à jour des paramètres abstraits de variations capables d'expliquer tout à la fois la très grande spécificité de la faculté de langage et sa variabilité. L'ouvrage Lectures on Government and Binding de Chomsky est la synthèse d'un premier ensemble de travaux de syntaxe comparée, menés aussi bien en Europe qu'aux États-Unis. Il a unifié l'énorme quantité de travaux descriptifs menés en grammaire générative jusqu'au début des années 1990. Le modèle proposé là est modulaire et paramétrique.
La faculté de langage y est conçue comme la somme de modules spécifiques. Chacun est responsable d'aspects très particuliers du fonctionnement des langues ; chacun met en œuvre des unités et principes particuliers et est régi par des contraintes spécifiques. De plus, les études menées dans le cadre de ce modèle ont isolé dans les différents modules des espaces de variations possibles, appelés paramètres. On a montré que les effets de ces paramètres sont considérables et s'étendent à des constructions et des différences entre langues qui sont en apparence sans lien avec les propriétés (morphologiques) qui permettent à l'enfant apprenant sa langue maternelle d'en déterminer la valeur. L'hypothèse est ici que les propriétés morphologiques des langues donnent accès à un (relativement petit) nombre de paramètres de variations dont on peut déduire les formes extrêmement variées des langues. De même, les propriétés morphologiques de sa langue et les paramètres qui leur sont associés permettent à l'enfant de prédire – inconsciemment bien entendu – nombre de propriétés de sa langue. Or c'est précisément ce type de structure déductive que semblent imposer les propriétés de l'acquisition de la langue maternelle.

## Le programme minimaliste
Cinquante ans après sa première formulation, le programme de recherches du programme de recherche biolinguistique mis en place en grammaire générative n'a rien perdu de sa vitalité. Chomsky continue de contribuer à la production scientifique qu'il inspire et joue un rôle unificateur. D'un autre point de vue, la fécondité de ce programme est à bien des égards celle des idées sur le langage du rationalisme européen, et spécialement français, des XVIIe et XVIIIe siècles redécouvertes et traduites en des termes formels précis (Chomsky (1966)). Cela est vrai de l'idée même de grammaire universelle et de l'idée que l'étude des langues nous donne un accès privilégié à l'esprit humain. Un des mérites majeurs de la grammaire générative est d'avoir donné à ces idées classiques un contenu précis et testable.
De ces travaux, interprétés de façon réaliste comme un modèle de la faculté de langage et des langues internes qu'elle rend possible, surgit toutefois également un résultat paradoxal : la faculté de langage, propriété biologique de l'espèce humaine, l'« organe mental » spécifique, définit donc de façon très restrictive et singulière le fonctionnement de toute langue, en imposant par exemple aux computations récursives qu'elles mettent en œuvre un format spécifique – cyclicité et localité, sensibilité au domaine syntaxique des éléments etc. – et peut-être même un inventaire universel de catégories et des configurations structurales dans lesquelles elles s'insèrent. Ainsi pour ces travaux un organe mental unique à notre espèce a des caractéristiques que ce qu'on croit savoir des systèmes biologiques, produits d'un « bricolage » de l'évolution, ne nous conduirait certainement pas à attendre : il est en effet peu plausible de supposer que l'évolution ait pu façonner graduellement les différentes sous-parties d'un organe mental dont les computations récursives soient soumises à la « dépendance de la structure », à des contraintes de localité et de cyclicité sans équivalents dans d'autres systèmes cognitifs, pour autant que l'on sache. Mais alors la question se pose de savoir d'où vient la faculté de langage et ses propriétés.
Un des buts majeurs du programme de recherches minimaliste, mis en place par Chomsky au milieu des années 1990, est de tracer un cadre conceptuel général où cette question puisse être formulée de façon à recevoir à terme des réponses précises et techniques qui donneraient aux résultats formels de cinquante ans de recherche, peut-être reformulés, une force plus grande encore. L'intuition fondamentale de ce programme de recherches est la suivante : la faculté de langage et les langues internes qu'elle rend possibles doivent nécessairement être « lisibles » pour d'autres systèmes cognitifs de l'esprit/cerveau des humains et ce sont les contraintes de lisibilité qu'impose cette nécessaire connexion qui sont en dernière instance responsables des propriétés formelles de la faculté de langage. Parmi les autres systèmes cognitifs en relation avec la faculté de langage doit figurer nécessairement l'appareil « conceptuel intentionnel » de l'esprit qui nous permet d'attribuer aux autres membres de notre espèce des intentions et des désirs (« théorie de l'esprit »), de catégoriser les objets du monde et d'avoir certaines attentes et croyances quant à leurs propriétés physiques et à leurs interactions (« physique intuitive ») etc. Si la faculté de langage n'avait pas de relations avec ces modules de l'esprit-cerveau, elle aurait peu d'utilité pour l'espèce qui la posséderait ; or l'extraordinaire succès biologique des humains montre qu'elle donne un formidable avantage à qui la possède. Toute langue interne doit donc générer des représentations qui soient interprétables pour le système conceptuel intentionnel. De plus, toute langue interne doit pouvoir se manifester publiquement, ce qui suppose que ses expressions aient aussi une face publique, et donc qu'elles aient accès à un système sensori-moteur par exemple sous forme d'instructions pour les systèmes phonatoires ou gestuels (langues des signes) : toute unité linguistique associe sons (gestes) et sens.
Ces conditions d'interface  externes sont irréductibles ; leur langue interne n'est qu'une des capacités cognitives des hommes et elle doit interagir avec d'autres. Dériver les propriétés complexes des computations et représentations linguistiques de cette interaction c'est donc utiliser une propriété « minimale » de la cognition humaine. Tout l'effort conceptuel de Chomsky et des linguistes engagés dans ce programme a été de tenter de restreindre les instruments d'analyse et les modèles de LI et GU qui en découlent au jeu de ces effets de lisibilité, d'une part, et de contraintes générales d'optimalité sur les computations linguistiques de l'autre. Sous cette forme la thèse est donc que les propriétés du langage qui régissent ce qu'on peut appeler la syntaxe étroite ne résultent pas directement de la sélection naturelle mais sont les sous-produits de contraintes structurales préexistantes : leur forme et leurs propriétés spécifiques sont une solution (quasi) optimale à ces contraintes structurales. Il est encore beaucoup trop tôt pour dire si le programme minimaliste confirmera ou non l'idée que la faculté de langage, ses unités et ses computations sont effectivement « parfaites » en ce sens.